# Luhnstedt
Luhnstedt ist eine Gemeinde im Kreis Rendsburg-Eckernförde in Schleswig-Holstein. Margaretental, Spök und Luhnstedter Vie liegen im Gemeindegebiet.

## Geographie und Verkehr
Luhnstedt liegt im Naturpark Aukrug, etwa 15 km südlich von Rendsburg, 12 km westlich von Nortorf und 12 km nördlich von Hohenwestedt. Westlich verläuft die Bundesstraße 77 von Rendsburg nach Itzehoe. Von 1901 bis 1957 war Luhnstedt Bahnstation der Rendsburger Kreisbahn. Im Süden des Dorfes liegt das Luhnstedter Gehege. Die „Holzvogtstelle“ wurde 1845 von der dänischen Regierung verkauft. Der Käufer nannte das Gehöft nach seiner Ehefrau „Margarethental“. Das Gebäude der von 1870 bis 1968 bestehenden Försterei ist ein sehenswerter, restaurierter, heute in Privatbesitz befindlicher Fachwerkbau. Das Waldstück mit Wanderwegen gehört großteils zum Naturschutzgebiet Staatsforst Barlohe und ist Teil des NATURA 2000-Schutzgebietes FFH-Gebiet Wälder der nördlichen Itzehoer Geest.

## Geologie
In südlicher Richtung findet sich mit Lehm vermischter Sandboden, die Mitte ist anmoorig und nur teilweise sandig. Den Norden der Gemeinde nimmt ein rund 100 ha großes Moor ein, das teilweise als extensive Weidefläche genutzt wird und Wanderungen ermöglicht.

## Geschichte
Funde deuten auf eine Besiedelung bereits in der Jungsteinzeit hin. Östlich des Dorfes sollen Urnen gefunden worden sein, die aus der Bronze- oder Eisenzeit stammen könnten. Der Ort wurde 1447 als „Lundstede“ erstmals urkundlich erwähnt. Der Ortsname bedeutet wahrscheinlich „Siedlung an der Luhnau“. Dabei bedeutet Luhn so viel wie Sumpf oder Stauung, Luhnau also Sumpfbach oder Staubach. Luhnstedt ist wie andere auf "…stedt" endende Dörfer ein sogenanntes holsteinisches Ur-Dorf. Das vorhandene lebenswichtige Wasser und waldreiche Wälder ermöglichten die frühe Ansiedlung.
1750 wurde in Luhnstedt eine Dorfschule eröffnet und blieb bis 1970 erhalten. Das ehemalige Schulgebäude dient heute als Gemeindezentrum und ist für die Dorfgemeinschaft ein wichtiger Veranstaltungs- und Versammlungsort.
Im Zweiten Weltkrieg fielen mit 30 die Hälfte aller eingezogenen Luhnstedter Männer. 32,5 % aller Kinder verloren so ihren Vater. Im Frühjahr erreichten große Flüchtlingstrecks Luhnstedt. Allein vom 13. März bis zum 20. April 1945 beherbergte und verpflegte das kleine Dorf 11.222 Personen und 3.475 Pferde. Ende April erfolgte die Einquartierung von 210 Flüchtlingen. (Zum Vergleich: Während der "Flüchtlingskrise" 2016 lebten ca. 20 Flüchtlinge in Luhnstedt.)
Von 1954 bis 1957 wurde Luhnstedt Versuchsdorf der Schleswag. Der Energieverbrauch von etlichen, den Bewohnern zur Verfügung gestellten, neuen Elektrogeräten wie zum Beispiel Bügeleisen und Kartoffeldämpfern und einer dafür errichteten Gemeinschaftsgefrieranlage sowie neuer Straßenlampen wurde über etwa drei Jahre aufgezeichnet. Der daraus ermittelte Bedarf sollte richtungsweisend für den Ausbau des Stromnetzes in Schleswig-Holstein sein. Über die Erhebung berichteten Fach- und Tagespresse sowie der Rundfunk, es gab Anfragen aus dem In- und Ausland und Informationsveranstaltungen für interessierte Besucher.

## Politik
Von 1888 bis 1969 war Luhnstedt Sitz des Amtes Luhnstedt mit sieben zugehörigen Gemeinden. Heute gehört es zum Amtsbezirk Jevenstedt.

### Gemeindevertretung
Bei der Kommunalwahl am 14. Mai 2023 wurden insgesamt neun Sitze vergeben. Die Kommunale Wählergemeinschaft Luhnstedt erhielt sieben Sitze und die Allgemeine Wählergemeinschaft Luhnstedt erhielt zwei Sitze.

## Vereine und Organisationen
- Feuerwehr von 1884
- Landjugend von 1967
- Landfrauenverein Legan und Umgebung von 1951

## Wirtschaft
Das Gemeindegebiet ist überwiegend landwirtschaftlich geprägt. Luhnstedt verfügt seit 1909 über eine eigene Wasserversorgung, die genossenschaftlich organisiert ist. Das örtliche Lebensmittelgeschäft gehört zu den ältesten ununterbrochen familienbetriebenen Geschäften Schleswig-Holsteins und erhielt seine "Concession zur Betreibung der Hökerei" am 22. November 1842 vom dänischen König Christian dem VIII. Die Konzession wurde 1854 um den Handel mit "ausländischen Waren" wie Kaffee, Tee und Zucker erweitert.

## Persönlichkeiten
- Friedrich Ernst Peters (1890–1962), deutscher Schriftsteller und Direktor der Landesgehörlosenschule in Schleswig (1946–1955), wurde in Luhnstedt geboren
- Hans-Hinrich Sievers (* 1952), deutscher Herzchirurg und Bildhauer, geboren in Luhnstedt